# UFC 198
UFC 198: Werdum vs. Miocic（ユーエフシー・ワンナインティエイト：ヴェウドゥム・バーサス・ミオシッチ）は、アメリカ合衆国の総合格闘技団体「UFC」の大会の一つ。2016年5月14日、ブラジル・パラナ州クリチバのアレナ・ダ・バイシャーダで開催された。

## 大会概要
本大会ではファブリシオ・ヴェウドゥムとスティーペ・ミオシッチによるUFC世界ヘビー級タイトルマッチが組まれた。
Invicta FC世界フェザー級王者クリスチャン・サイボーグがUFCデビュー。
入場者数45,207人はアレナ・ダ・バイシャーダの会場新記録となった。

## 試合結果

### アーリープレリム
第1試合 フェザー級ワンマッチ 5分3R
○  ヘナート・モイカノ vs.  ズバイラ・ツフゴフ ×
3R終了 判定2-1（29-28、28-29、29-28）
第2試合 ウェルター級ワンマッチ 5分3R
△  セルジオ・モラエス vs.  ルアン・シャーガス △
3R終了 判定1-1（29-28、28-29、28-28）
第3試合 ライトヘビー級ワンマッチ 5分3R
○  アントニオ・ホジェリオ・ノゲイラ vs.  パトリック・カミンズ ×
1R 4:52 TKO（スタンドパンチ連打）

### プレリミナリーカード
第4試合 バンタム級ワンマッチ 5分3R
○  ジョン・リネカー vs.  ロブ・フォント ×
3R終了 判定3-0（30-27、29-28、30-26）
第5試合 ライト級ワンマッチ 5分3R
○  フランシスコ・トリナウド vs.  ヤンシー・メデイロス ×
3R終了 判定3-0（29-26、30-27、30-26）
第6試合 ミドル級ワンマッチ 5分3R
○  チアゴ・サントス vs.  ネイサン・マーコート ×
1R 3:39 KO（左フック）
第7試合 ウェルター級ワンマッチ 5分3R
○  デミアン・マイア vs.  マット・ブラウン ×
3R 4:31 リアネイキドチョーク

### メインカード
第8試合 ウェルター級ワンマッチ 5分3R
○  ブライアン・バーバリーナ vs.  ワーレイ・アウヴェス ×
3R終了 判定3-0（29-28、29-28、29-28）
第9試合 ライトヘビー級ワンマッチ 5分3R
○  マウリシオ・ショーグン vs.  コーリー・アンダーソン ×
3R終了 判定2-1（28-29、29-28、29-28）
第10試合 女子140ポンド契約ワンマッチ 5分3R
○  クリスチャン・サイボーグ vs.  レスリー・スミス ×
1R 1:21 TKO（右フック→パウンド）
第11試合 ミドル級ワンマッチ 5分3R
○  ホナウド・ジャカレイ vs.  ビクトー・ベウフォート ×
1R 4:38 TKO（マウントパンチ）
第12試合 UFC世界ヘビー級タイトルマッチ 5分5R
○  スティーペ・ミオシッチ vs.  ファブリシオ・ヴェウドゥム ×
1R 2:47 KO（右フック）
※ミオシッチが王座獲得に成功。

### 各賞
ファイト・オブ・ザ・ナイト： フランシスコ・トリナウド vs. ヤンシー・メデイロス
パフォーマンス・オブ・ザ・ナイト： スティーペ・ミオシッチ、ホナウド・ジャカレイ
各選手にはボーナスとして5万ドルが支給された。

### カード変更
負傷などによるカードの変更は以下の通り。
- カマル・ウスマン → ルアン・シャーガス（第2試合）

- エヴァン・ダナム vs. レオナルド・サントス → UFC 199に移動

- アンデウソン・シウバ vs. ユライア・ホール → シウバの疾病により中止